# Fritz Zwicky

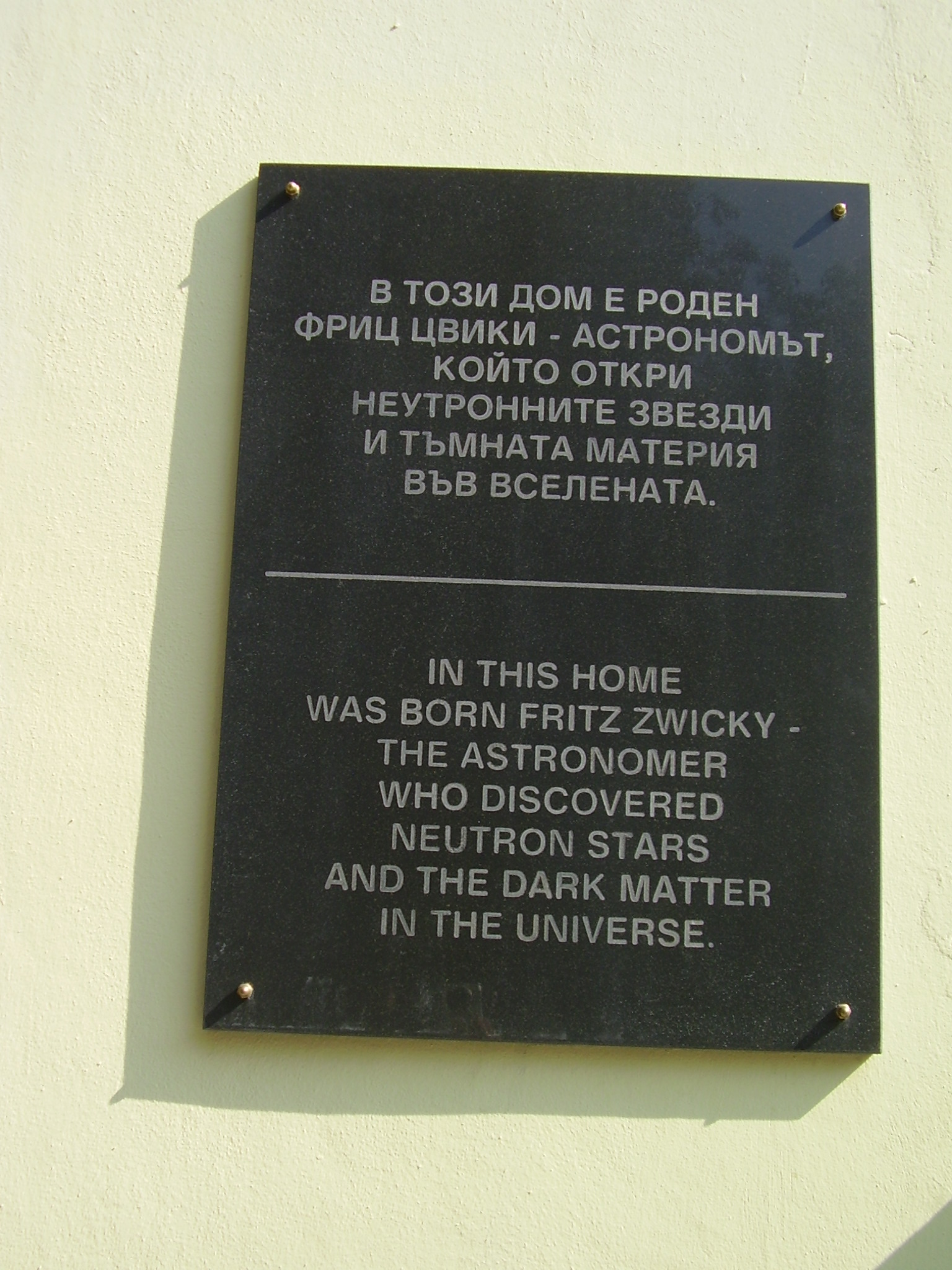
Pamětní deska na Zwickyho rodném domě ve Varně

Fritz Zwicky (14. února 1898 Varna, Bulharsko – 8. února 1974 Pasadena, Kalifornie, USA) byl švýcarsko-americký astronom. Jeho matka Františka Vrček byla Češka. Zwicky vystudoval v letech 1916 až 1925 matematiku a experimentální fyziku na Spolkové vysoké technické škole v Curychu. Poprvé referoval o možné existenci temné hmoty. Navrhl také alternativní vysvětlení rudého posuvu – „unavené světlo“.